# Schefflera umbrosa
Schefflera umbrosa är en araliaväxtart som beskrevs av David Gamman Frodin och Pedro Fiaschi. Schefflera umbrosa ingår i släktet Schefflera och familjen araliaväxter. Inga underarter finns listade.